# Prędkościomierz (motoryzacja)

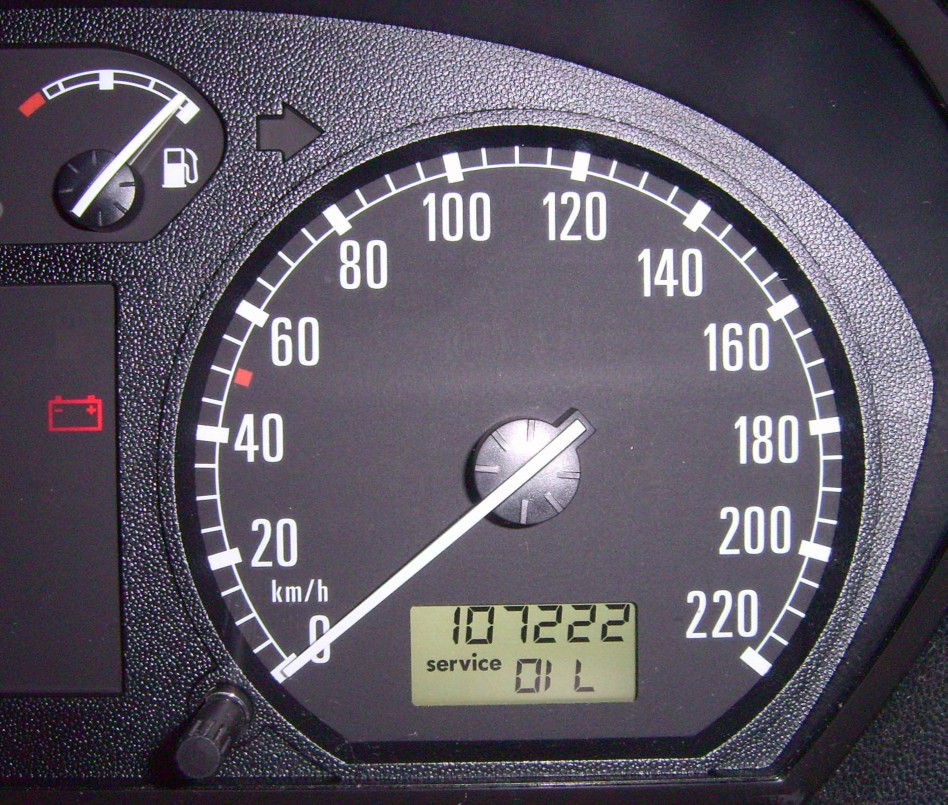
Prędkościomierz

Prędkościomierz, szybkościomierz – urządzenie służące do pomiaru prędkości pojazdu kołowego. 
Najczęściej umieszczany jest na tylnej części wału napędowego, gdzie specjalny czujnik przekształca obroty mechaniczne na impulsy elektryczne. Starsze typy samochodów mają w tym miejscu giętki obrotowy drut, którego drugi koniec jest podłączony do prędkościomierza, będącego specjalnie skalibrowanym tachometrem. Czułość tego tachometru oraz jego kalibracja numeryczna musi uwzględniać redukcję biegów na tylnej części wału napędowego, ostateczną szybkość obrotów w mechanizmie różnicowym i średnicę kół pojazdu. Mechanizm, w którego skład wchodzi prędkościomierz, zawiera również licznik do pomiaru przebytej drogi.
Bardzo często prędkościomierze są skalibrowane w taki sposób, że pokazują prędkość większą niż w rzeczywistości – żeby zapobiegać przekraczaniu przez kierowców dozwolonej prędkości. Przyczyną niedokładności prędkościomierza może również być różnica w średnicy kół, wynikająca z ciśnienia znajdującego się w nich powietrza.
Prędkościomierze mogą być również elektroniczne. Działają one za pomocą czujnika obrotów, który dostarcza impuls wraz z zakończeniem pełnego obrotu, a komputer przekształca przerwę między impulsami na wynik w postaci cyfr. Liczba impulsów jest również przekształcana na obliczenie przebytej drogi (funkcja drogomierza).
Także system GPS może spełniać funkcję prędkościomierza. Jest on z reguły bardziej dokładny niż prędkościomierze samochodowe.
Prędkościomierze w pojazdach szynowych są umieszczane na czole osi zestawu kołowego.